# Die Publicisten
Die Publicisten, op. 321, är en vals av Johann Strauss den yngre. Den spelades första gången den 4 februari 1868 i Sofienbad-Saal i Wien. 

## Historia
Alltsedan Johann Strauss den äldres glansdagar hade det rått ett speciellt förhållande mellan olika medlemmar av dynastin Strauss och tidningarna i Wien. Det var bara den yngste brodern Eduard Strauss som hela sitt liv hade problem med tidningarna, särskilt skämtpressen. Det var ett nästan symbiotiskt förhållande där båda parter behövde den andre mer eller mindre. Bröderna Strauss tvekade aldrig att använda sig av pressens makt för sina evenemang och betalade ibland diskret till och med chefredaktörer för att få välvilliga artiklar skrivna om sig. I och med grundandet av Wiens Journalist- och Författarförening 1858 blev förhållandet än mer nära. Föreningen valde att namnge sig efter den romerska gudinnan som personifierade harmoni, "Concordia", och det musikaliska samarbetet med familjen Strauss skulle bestå från den första karnevalsbalen 1863 till 1906. "Concordia" gav alltid påkostade årliga baler under Wiens karneval och under årens lopp bidrog bröderna Strauss med en rad av dedikerade verk. År 1863 komponerade Johann Strauss den yngre valsen Leitartikel (op. 273), 1864 valsen Morgenblätter (op. 279) följt av valsen Feuilleton (op. 293) 1865. Till 1866 års bal skrev Strauss valsen Flugschriften (op. 300) och året därpå kom valsen Telegramme (op. 318). Till den sjätte karnevalsbalen bidrog Strauss åter med en vals, Die Publicisten, som spelades första gången den 4 februari 1868.
Die Publicisten tillkom under en period då Strauss stod på höjden av sitt kreativa skapande som kompositör av dansmusik: valserna Wiener Bonbons (op. 307), An der schönen blauen Donau (op. 314) och Künstlerleben (op. 316) låg redan bakom honom, medan Geschichten aus dem Wienerwald (op. 325), Wein, Weib und Gesang (op. 333) och Wiener Blut (op. 354) låg i framtiden.

## Om valsen
Speltiden är ca 8 minuter och 45 sekunder plus minus några sekunder beroende på dirigentens musikaliska tolkning.

## Weblänkar
- Die Publicisten i Naxos-utgåvan.